# NGC 637
NGC 637 (другое обозначение — OCL 329) — рассеянное звёздное скопление в созвездии Кассиопея. Число звёзд в скоплении — 20. Спектральный класс наиболее яркой звезды — В0.
Этот объект входит в число перечисленных в оригинальной редакции «Нового общего каталога».
В скоплении были обнаружены три переменные звезды типа Беты Цефея, две уже известные ранее, и один кандидат в них. Таким образом, NGC 637 входит в число рассеянных скоплений, наиболее богатых переменными звёздами этого типа.